# Остеомієлофіброз
Мієлофіброз (МФ, Остеомієлофіброз) — це хронічне, прогресуюче захворювання кісткового мозку, яке характеризується порушенням регуляції клітинного циклу, активацією фібробластів та формуванням фіброзного матриксу в кістковому мозку. Це призводить до заміщення нормальної кровотворної тканини, порушення продукції клітин крові та розвитку анемії, тромбоцитопенії та лейкоцитозу.
Ідіопатичний мієлофіброз (ІМФ) — це найпоширеніший тип мієлофіброзу, який розвивається без відомої причини. Інші типи мієлофіброзу можуть бути пов'язані з генетичними порушеннями, хімічними речовинами, іонізуючим випромінюванням або іншими станами.

### Види мієлофіброзу
Первинний та вторинний мієлофіброз
Первинний мієлофіброз – це мієлофіброз, який розвивається спонтанно без попереднього захворювання кісткового мозку.
Вторинний мієлофіброз – це мієлофіброз, який розвивається як наслідок інших захворювань кісткового мозку, таких як:
Справжня поліцитемія, есенціальна тромбоцитемія.
Такі методи лікування, як хіміотерапія та променева терапія можуть спричинити пошкодження кісткового мозку та розвиток вторинного мієлофіброзу.

## Мієлофіброз з анемією
Анемія – це стан, при якому кількість еритроцитів або гемоглобіну в крові знижена, що призводить до недостатнього постачання кисню до тканин організму. Анемія є одним з найпоширеніших симптомів мієлофіброзу.
Мієлофіброз з анемією є одним з клінічних проявів мієлофіброзу, який виникає через порушення продукції еритроцитів в кістковому мозку. Анемія при мієлофіброзі може бути результатом:
Зменшення кількості еритроцитів: через заміщення нормальної кровотворної тканини фіброзною.
Порушення функції еритроцитів: через накопичення токсичних речовин в кістковому мозку.
Крововтрата: через ускладнення мієлофіброзу, такі як геморагічний синдром.

## Симптоми
Симптоми мієлофіброзу та анемії можуть бути різноманітними та прогресувати з часом. До них належать:
- Загальна слабкість та втомлюваність: це найпоширеніші симптоми, які виникають через недостатнє постачання кисню до тканин організму.
- Серцебиття та задишка: ці симптоми можуть виникати під час фізичної активності або навіть у стані спокою через збільшення роботи серця.
- Біль у кістках та суглобах: це може бути пов'язано з фіброзними змінами в кістковому мозку та порушенням його функції.
- Пітливість та гарячка: це може бути пов'язано з інфекціями або збільшенням кількості лейкоцитів.
- Свербіж шкіри: може бути пов'язаний зі змінами в печінці та селезінці.
- Збільшення селезінки (спленомегалія): Один з основних клінічних ознак мієлофіброзу.
- Анорексія, втрата маси тіла.

## Діагностика
Діагностика мієлофіброзу з анемією включає комплексне обстеження, яке включає:
- Аналіз крові: Цей аналіз допомагає виявити анемію, тромбоцитопенію, лейкоцитоз та інші порушення крові.
- Аспіраційна біопсія та трепанобіопсія кісткового мозку: Дозволяє оцінити ступінь фіброзу, кількість та морфологію клітин кісткового мозку.
- Генетичне тестування: Допомагає виявити мутації, які можуть бути присутніми при мієлофіброзі, та оцінити прогноз захворювання.
- Імунофенотипування клітин кісткового мозку: Це допомагає виявити порушення в розподілі та функції клітин кісткового мозку.

## Лікування
Лікування мієлофіброзу з анемією спрямоване на зменшення симптомів, подовження тривалості життя та покращення якості життя пацієнтів.
Сучасні підходи до лікування включають:

#### Підтримуюча терапія
- Еритропоетичні препарати: це препарати, які стимулюють вироблення еритроцитів, такі як епоетин альфа, дарбепоетин альфа та інші. Вони можуть бути використані для лікування анемії при мієлофіброзі.
- Трансфузії еритроцитів: Не дуже ефективні через гіперспленізм.
- Андрогени та їх аналоги, такі як Даназол та інші. Поліпшення спостерігається у 40-60% пацієнтів.
- Глюкокортикоїди (ГК): Преднізолон, особливо у випадку супутнього гемолізу.
- Препарати, що стимулюють еритропоез (ESA):Еритропоетин, дарбепоетин. Рекомендуються у пацієнтів з низьким рівнем ендогенного еритропоетину. Не рекомендуються у пацієнтів з помірною або вираженою спленомегалією через ризик подальшого її збільшення.
- Талідомід: Застосовується в комбінації з ГК, дає клінічне поліпшення у 62% пацієнтів. Леналідомід рекомендується у пацієнтів з делецією 5q.
- Діагностування та лікування інших причин анемії: Наприклад, дефіциту заліза або фолатів.

#### Хірургічне лікування
Спленектомія: Це хірургічна операція з видалення селезінки. Вона може бути виконана для лікування спленомегалії та тромбоцитопенії. Застосовується рідко та є небажаною.

## Прогноз
Прогноз мієлофіброзу з анемією залежить від багатьох факторів, включаючи:
- Ступінь фіброзу в кістковому мозку: Чим більший ступінь фіброзу, тим гірший прогноз.
- Наявність мутацій.
- Ступінь анемії.

Прогноз виживаності при мієлофіброзі оцінюється за допомогою прогностичних шкал, які використовуються як для діагностики, так і для моніторингу перебігу захворювання.
Пацієнти з мутаціями CALR+/ASXL1 мають найкращий прогноз, з середньою виживаністю 10,2 року, тоді як пацієнти з мутаціями CALR–/ASXL1+ та «потрійно негативними» (без мутацій JAK2, CALR та MPL) мають найгірший прогноз, з середньою виживаністю 2,3–2,5 року. Пацієнти з мутаціями CALR+/ASXL1+ та CALR–/ASXL1– відносяться до групи проміжного ризику, з середньою виживаністю 5,8 року.

##### Використані джерела
1. ↑  NDF-RT
2. 1 2 3 4 5 6 7  Drug Indications Extracted from FAERS — doi:10.5281/ZENODO.1435999
3. 1 2  UniProt
4. ↑  Open Targets Platform
5. ↑  Open Targets Platform
6. 1 2 3 4  Disease Ontology — 2016.
7. 1 2  Monarch Disease Ontology release 2018-06-29 — 2018-06-29 — 2018.